# Cresciano
Cresciano is een plaats en voormalige gemeente in het Zwitserse kanton Ticino en maakt deel uit van het district Riviera. 
Cresciano telt 614 inwoners.